# Boasering

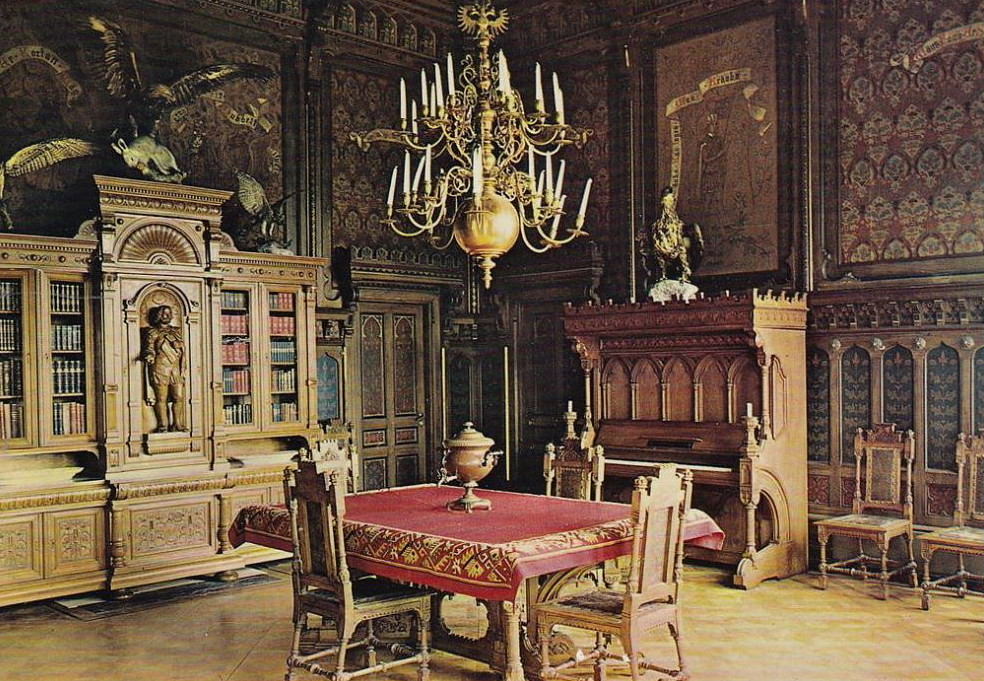
Boaseringar i matsalen för Holmbergska sommarvillan i Södertälje.

Boasering eller boiserie (av franska bois "trä") är en invändig panelering eller inklädning av väggar eller tak med trä, särskilt under 1700-talet konstfullt utformad som ett fast, profilerat ramverk.